# David Atherton
Pour les articles homonymes, voir Atherton.
David Atherton, né le 3 janvier 1944 à Blackpool, est un chef d'orchestre britannique. Il a fondé la London Sinfonietta.